# 2-Nitroanilin
A 2-nitroanilin szerves vegyület, olyan anilinszármazék, melyen a 2-es helyzetben nitro funkciós csoport található. Képlete H2NC6H4NO2. Főként az o-fenilén-diamin előállításának prekurzoraként használják.

## Előállítása
2-Nitro-klórbenzol és ammónia reakciójával állítják elő:
ClC6H4NO2  +  2 NH3  →   H2NC6H4NO2  +  NH4Cl
A fentin kívül több más szintézise is ismert. Az anilin közvetlen nitrálása nem hatékony, mivel a nitrált termék helyett anilínium keletkezik. Az acetanilid nitrálásakor – az amid sztérikus gátlása miatt – a 2-nitro izomer csak nyomokban keletkezik. A 4-es szénatomot többnyire szulfonálással blokkolják, így a hozam 56%-ra növelhető.

A 2-nitroanilin laboratóriumi előállítási módjai

## Felhasználása és reakciói
A fenilén-diaminok fő prekurzora, ezeket továbbalakítják benzimidazolokká – ezen heterociklusos vegyületek különböző gyógyszerek fontos összetevői.

A 2-nitroanilin intramolekuláris hidrogénkötése miatt nagyon gyenge bázis

A fenilén-diaminná történő redukción kívül további, az aromás aminokra jellemző reakcióikat is ad. Protonálásával anilíniumsók képződnek. A nitrocsoport hatása miatt az anilinnél csaknem 100 000-szer gyengébb bázis. Diazotálással diazóniumszármazékok nyerhető, mely egyes diazo festékek prekurzora. Acetilezéssel 2-nitroacetanilid állítható elő.

## Fordítás
Ez a szócikk részben vagy egészben  a(z)   2-Nitroaniline című angol Wikipédia-szócikk ezen változatának fordításán alapul.  Az eredeti cikk szerkesztőit annak laptörténete sorolja fel. Ez a jelzés csupán a megfogalmazás eredetét és a szerzői jogokat jelzi, nem szolgál a cikkben szereplő információk forrásmegjelöléseként.